# The Desert Sessions: Volumes 5 & 6
The Desert Sessions: Volumes 5 & 6 is het derde album van Josh Homme zijn project The Desert Sessions.

## Tracklist
| Nr. | Titel                                                           | Duur |
| --- | --------------------------------------------------------------- | ---- |
| 1   | You Think I Ain't Worth a Dollar, But I Feel Like a Millionaire | 2:53 |
| 2   | Letters to Mommy                                                | 3:42 |
| 3   | I'm Dead                                                        | 1:37 |
| 4   | Punk Rock Caveman Living in a Prehistoric Age                   | 3:28 |
| 5   | Going to a Hangin                                               | 5:33 |
| 6   | A#1                                                             | 3:37 |
| 7   | Like a Drug                                                     | 2:24 |
| 8   | Take Me to Your Leader                                          | 4:40 |
| 9   | Teens of Thailand                                               | 5:37 |
| 10  | Rickshaw                                                        | 3:44 |
| 11  | Like a Drug (Instrumental)                                      | 2:25 |

- Het nummer "Take Me to Your Leader" is opgenomen door de band The Aliens That Ate Hollywood.
- Het nummer "You Think I Ain't Worth a Dollar, But I Feel Like a Millionaire" is opnieuw opgenomen voor het album Songs for the Deaf van de band Queens of the Stone Age.
- Het nummer "I'm Dead" is opnieuw opgenomen voor het album A Drug Problem That Never Existed van de band Mondo Generator. De titel van het nummer werd veranderd in "Day I Die".
- Het nummer "Rickshaw" wordt soms live gespeeld door de band Queens of the Stone Age.
- Het nummer "Like a Drug" is opnieuw opgenomen voor een speciale uitgave van het album Lullabies to Paralyze van de band Queens of the Stone Age.

## Sessiemuzikanten
- Josh Homme: basgitaar, gitaar, Yamaha, zang, drum en percussie
- Fred Drake: drum en percussie
- Dave Catching: piano, gitaar en zang
- Brant Bjork: drum, gitaar en percussie
- Mario Lalli: zang
- Blag Dahlia: zang
- Gene Trautmann: drum en percussie
- Barrett Martin: drum
- Adam Maples: drum
- Teddy Quinn: zang
- Tony Mason: gitaar en basgitaar

## Overige informatie
- Opnames en mix: Rancho de la Luna
- Uitgever: Big Plastic Things
- Distributie: RED Distribution
- Productnummer: USMD-CA – 05728-A
- Ontwerp: Kozik 98
- Engineering: Steve Feldman en assistent Tony Mason
- Gemixt door: Josh Homme en David Schulz
- Mastering: DigiPrep

Alle nummers opgenomen: 14 november '99 Rancho De La Luna, Joshua Tree, Californië.